# Communauté de communes du Talmondais
Die Communauté de communes du Talmondais ist ein ehemaliger französischer Gemeindeverband mit der Rechtsform einer Communauté de communes im Département Vendée in der Region Pays de la Loire. Sie wurde am 27. Dezember 2002 gegründet und umfasste neun Gemeinden. Der Verwaltungssitz befand sich im Ort Talmont-Saint-Hilaire.

## Historische Entwicklung
Mit Wirkung vom 1. Januar 2017 fusionierte der Gemeindeverband mit der Communauté de communes du Pays Moutierrois und bildete so die Nachfolgeorganisation Communauté de communes Moutierrois Talmondais.

## Ehemalige Mitgliedsgemeinden
1. Avrillé
2. Le Bernard
3. Grosbreuil
4. Jard-sur-Mer
5. Longeville-sur-Mer
6. Poiroux
7. Saint-Hilaire-la-Forêt
8. Saint-Vincent-sur-Jard
9. Talmont-Saint-Hilaire